# Christina Lövestam
Märta Christina Lövestam, född 24 maj 1949 i Holmedals församling, är en svensk präst och författare som också är verksam som psykoterapeut och psalmförfattare.

## Biografi
Lövestam utbildade sig tidigt till församlingssekreterare, och därefter studerade hon teologi i Uppsala. Hon prästvigdes 1977 och tjänstgjorde därpå i Kungsholms församling i Stockholms stift.
Under några år arbetade hon sedan inom Lutherska världsförbundet i Genève, främst med kvinnofrågor. Efter att ha återkommit till Sverige arbetade hon i Göteborg som studentpräst, samt i Råda och Gunnareds församlingar.
Lövestam kom tidigt i kontakt med kyrkospel som sedan utmynnade i ett aktivt deltagande i Bibliodramasällskapet.
Hon har arbetat som komminister i Alingsås pastorat, varvid hon också varit ledare vid skrivarverkstäder i Alingsås och Vårgårda.

### Författarskap

#### Prosa och poesi
Lövestam debuterade 1991 med barnboken Barnens böneträdgård. Den innehåller böner från olika delar av världen, skilda tidsepoker och olika kyrkliga traditioner. Här finns böner för livets olika situationer. Himlen lyste fram från 2011 är en samling dikter, böner och psalmer. Texterna är delvis arrangerade efter kyrkoåret. Det finns också bibelberättelser och texter som skildrar hur vi ser på Gud idag. Bibelberättelser för barn i Norden är en samling bibelberättelser skrivna av 16 nordiska författare som varit fria att välja och tolka bibelberättelser så att de passar för barn. Lövestam har skrivit de svenska bidragen. Alice, Leo och pärlorna, 2014, är en barnbok som berättar om Frälsarkransen. Den kan ses som en guide i kristen tro anpassad till barn i skolåldern.
Diktsamlingen Porträtt från en värmländsk by, 2017, är en skildring av byn Sätergården där Lövestam växte upp. I samlingen blandas de många personporträtten med beskrivningar av hur miljön, i och kring Sätergården, förändrades under den tid som hela Sverige omvandlades till ett modernt land. 

#### Text till musik
Lövestam har skrivit en stor mängd sångtexter. Hon har samarbetat med bland andra Nils Lindberg, Hans Kennemark  och Jan Mattsson. Ett trettiotal är tonsatta av Georg Riedel, och bland dessa finns bland annat "Du är skaparen", "Fri som en fågel" och "Du som är större". Lövestam bidrog med texten till Sveriges Kyrkliga Studieförbunds millenniespel "Det heliga genom tiden" från 1999 vilket är ett längre verk, ett mellanting mellan liturgi och musikal, för blandad kör, alternativt barnkör/damkör. Till detta körverk skrev Georg Riedel musiken och Niklas Hjulström regisserade. Lövestam har översatt texten till John Rutters kända körverk "A Gaelic blessing" för blandad kör och orgel och då gett sången titeln "Guds fred".
Inför ikonen, 2011, är en samling sonetter som flätas samman genom inledande och avslutande rad. Den sista sonetten, den femtonde, består av de övriga sonetternas inledande rader. Inför ikonen finns tonsatt för damkör av Iréne Sjöberg Lundin. Mässa i staden skrevs till Storkyrkans 700-årsjubileum. Tonsättningen gjordes av  Anna Cederberg-Orreteg.

### Övrig verksamhet
Vid Sankt Lukasstiftelsen i Alingsås har Lövestam verkat som psykoterapeut och bland annat haft arbetshandledning i Göteborgs stift under ett flertal år.       
Lövestam har vid flera tillfällen varit programledare för Morgonandakten i Sveriges Radio.
Hon är ledamot i Anders Frostenssons stiftelse och är en av ledarna i stiftelsens psalmskolor.
Politiskt representerar hon Arbetarepartiet-Socialdemokraterna i kyrkofullmäktige i Alingsås.

### Familj
Christina Lövestams far var folkskollärare och hennes mor sjuksköterska och diakonissa. Lövestam är gift med Roland Kadefors, professor vid Arbetslivsinstitutet i Göteborg.

## Priser och utmärkelser
- 2016 − hedersprost i Skara stift. Motiveringen för utmärkelsen var "ett för Skara stift betydelsefullt förnyelsearbete rörande Svenska kyrkans sång- och psalmskatt".[14]

- 2018 − Värmlandslitteraturs debutantstipendium hedersomnämnande för Porträtt från en Värmländsk by, med motiveringen "för en poetisk skildring av människor och miljöer där barnets minnen från ”de olåsta dörrarnas tid”, när floxen blommade, vedyxan dunkade runt knuten och grannar, som vi minns gav bestående intryck i en omgivning där skog, trolska bäckar och grusvägar ledde mot äventyr och spänning. Sätergården är alla de värmländska byar som en gång var och som hyste samma andas barn. De som flyttade men lämnade kvar en del av sitt hjärta".[15]

### Barnböcker
- Barnens böneträdgård(översättning och bearbetning), med illustrationer av Joan Diamantis, Verbum, 1991, ISBN 9152618374
- God jul, med foton av Magnus Aronson, Verbum, 1993, ISBN 91-526-1923-0
- Glad påsk, tillsammans med Kerstin Persson och med foton av Magnus Aronson, Verbum, 1993, ISBN 91-526-1924-9
- Barnens bönbok, tillsammans med Karin Karlberg och Ulf Nilsson, samt med bilder av Anne Wilson, Verbum, 2009, ISBN 978-91-526-3273-4
- Bibelberättelser för barn i Norden (Lövestam med flera), Verbum, 2013, ISBN 978-91-526-3584-1
- Alice, Leo och pärlorna, tillsammans med Marie Åhfeldt, Verbum, 2014, ISBN 978-91-526-3445-5

### Böcker
- Gud när du andas: böner, tillsammans med Ulla Bardh, Verbum, 1995, ISBN 91-526-2256-8
- Finns det möjligen nån mer- : böner och tankar, Verbum, 1998, ISBN 91-526-2618-0
- Livets ande, le mot mig : böner och dikter", Verbum, 2001, ISBN 91-526-2824-8
- Inför ikonen : en sonettkrans ; Mässa i staden, Dejavu, 2011, ISBN 978-91-7451-256-4
- Himlen lyste fram, Recito, 2011, ISBN 978-91-86819-68-2
- Porträtt från en värmländsk by, Scandbook, 2017, ISBN 978-91-7683-732-0
- Guldgrävaren Arvid, Proprius Idébibliotek, 2020, ISBN 9789171189622
- Elins röst, Proprius Idébibliotek, 2021, ISBN 9789171189783

### Psalmer
Urvalet bland annat från Psalmer i 2000-talet.
- Jag tror på en gud nr 766[17]
- Elisabets sång nr 855
- Gläd er och jubla nr 867
- När gravljusen brinner nr 880
- Barnet döps i nådens hav nr 900
- Psalm vid konfirmation nr 902
- Gud är mysterium nr 908

Psalm nr 766 används i en del sammanhang som trosbekännelse.

### Övriga publikationer
- "Bilder i psykodynamiskt terapiarbete", uppsats / S:t Lukasstiftelsens utbildningsinstitut, 1992, ISBN 99-1901140-1, Libris 2222946
- Hjärtats samtal : en liten bönbok : kommentarer från bönboksgruppen / Christina Lövestam (ordförande),  Svenska kyrkan Svenska kyrkans utredningar, 2000, 99-0573600-X ; 2000:6
- Tankar vid helgsmål, Proprius idébibliotek, 2020, ISBN 9789171189653